# Federico Hindermann
Federico Hindermann (* 27. Juli 1921 in Biella, Piemont, Italien; † 31. Januar 2012 in Aarau) war ein Schweizer Romanist, Journalist, Lyriker, Übersetzer, Herausgeber und Verlagsleiter.

## Leben
Hindermanns Vater war Schweizer, seine Mutter Italienerin. Er verbrachte seine Kindheit in Turin, seine Jugend in Basel. Er studierte Romanistik und Komparatistik in Basel und Zürich, gleichzeitig war er Redaktor bei der Basler «National-Zeitung» (heute Basler Zeitung) von ca. 1940 bis 1946, war dann Lektor beim Atlantis-Verlag und Mitarbeiter der Zeitschrift «Atlantis» (Länder, Völker, Reisen) von Februar 1947 bis circa 1962; 1947 heiratete er die Kinderärztin Mathilde Kraft. Für das Trimester 1950/51 war er Lektor für Deutsch in Oxford, promovierte 1955 in Zürich mit Bilder der Liebesdichtung: Beiträge zu einer historischen Topik (Zürich 1963). Von 1966 bis 1969 war er als Kollege von Gustav Siebenmann Professor für romanische Philologie (Französische und Italienische Literatur) an der Universität Erlangen. Er arbeitete dann in Zürich als Übersetzer und Herausgeber und von 1971 bis 1986 als Leiter des Manesse-Verlags.
Hindermann publizierte seit 1941 Gedichte in deutscher und vor allem in italienischer Sprache, letztere von 1978 bis 1986 im Mailänder Verlag von Vanni Scheiwiller. Er übersetzte zahlreiche Autoren aus dem Französischen und Italienischen ins Deutsche.

## Werke (Auswahl)

### Herausgabe
- Anekdoten der Weltliteratur, Zürich 1980
- Kinder in der Weltliteratur, Zürich 1981
- Katzen in der Weltliteratur, Zürich 1982
- Schweizer Erzähler, Zürich 1985
- Vögel in der Weltliteratur, Zürich 1986
- Italienische Erzähler, 2 Bde., Zürich 1991
- Sag’ ich’s euch, geliebte Bäume… Texte aus der Weltliteratur, Manesse, Zürich 1999, ISBN 3-7175-1672-8.

### Gedichte
- Quanto silenzio, Milano 1978
- Docile contro,  Milano 1980
- Trottola, Milano 1983
- Baratti, Milano 1984
- Ai ferri corti, Milano 1985
- Quest’episodio, Milano 1986
- Quanto silenzio, Milano 1992
- Perché dobbiam morire, margherita? Bellinzona 2002
- Poesie 1978–2001, Verona 2002
- Un pugno di mosche, Locarno 2003.
- Bocca di leone, Locarno 2004.
- Girandola di farfalle, Locarno 2006
- Fügsam dagegen. Docile contro. Gedichte, ausgewählt und übersetzt von Antonella Pilotto, mit einem Vorwort von Fabio Pusterla, Limmat Verlag, Zürich 2009, ISBN 978-3-85791-563-5.
- Sempre altrove. Poesie scelte 1971-2012, ausgewählt von Matteo M. Pedroni, Marcos y Marcos, Milano 2018, ISBN 978-88-7168-813-8.

## Preise
1980: Conrad-Ferdinand-Meyer-Preis